# Moneghetti
Moneghetti (o, per intero, Moneghetti / Bd. de Belgique) è un quartiere del Comune di Monaco, in precedenza facente parte del quartiere tradizionale di La Condamine.
Si trova al confine settentrionale del Principato e confina con l'omonimo quartiere del comune francese di Beausoleil e con il quartiere monegasco di Fontvieille, costituendo un unico agglomerato urbano.
Il quartiere è prevalentemente residenziale e turistico.

## Geografia fisica
Situato in una zona in cui le Alpi scendono nel Mar Mediterraneo; Moneghetti ha forti pendenze. La sua chiesa parrocchiale, Sacro Cuore, contiene la sede dell'Association des Guides et Scouts de Monaco. L'unica stazione ferroviaria di Monaco, stazione di Monaco-Monte Carlo, si trova a Moneghetti. La caserma della Compagnia dei carabinieri del principe è a Moneghetti.

## Infrastrutture e trasporti
Il quartiere è attraversato dal Boulevard de Rainier III e dal Boulevard du Jardin Exotique, oltre che dal Boulevard Belgique. Altre strade includono Rue Bosio, Rue Louis Aureglia, Rue Augustin vento e Rue Malbousquet.